# 少昊陵
少昊陵，是“三皇五帝”之一少昊的陵墓，位于山东省曲阜市东北方向的旧县村。少昊陵及景灵宫遗址是宋代以来纪念“三皇五帝”黄帝、少昊的重要场所。2019年10月7日公布为第八批全国重点文物保护单位。

## 历史
宋真宗以黄帝为赵姓始祖，传说曲阜城东的寿丘是黄帝的诞生地，大中祥符五年（1012年）诏改曲阜县为仙源县，并将县城迁往寿丘之西，又兴建了景灵宫奉祀黄帝。景灵宫建筑群布局为：前部东为县衙，西为县学；中部为景灵宫、太极观、四座大碑、东西配庑等；后部为寿丘，寿丘后有亵丘，即少昊陵墓。靖康之变后，景灵宫逐渐衰败，至元末已完全被毁。
明洪武四年（1371年），礼部定议由曲阜祀少昊。清乾隆三年，修建少昊陵享殿、东西庑、大门、牌坊等，因寿丘在少昊陵前仅仅三十步，没有足够的空间，故将享殿建在寿丘之前，寿丘就被并入少昊陵园内，此后寿丘常被误以为是少昊陵。清乾隆六年（1741年）改陵上石室为黄瓦小庙。
文化大革命期间，少昊陵遭破坏，少昊塑像头颅被砸碎，临近的景灵宫遗址仅存的两个景灵宫碑亦被破坏、1990年代初重立。

## 结构
少昊陵陵园南北长231米，东西宽90米，面积约1.7万平方米，陵园由南至北依次为宫门、享殿及东西配房、祭祀陵墓等。现存古建筑17间，碑刻26通，古树391株。少昊陵神道南北长172米，宽24米。

## 图集
- 石牌坊
- 大门
- 享殿及东西庑
- 少昊陵